# Paul Parker (football)
Pour les articles homonymes, voir Paul Parker et Parker.
Paul Parker, né le 4 avril 1964 à Newham, district de Londres (Angleterre), est un footballeur anglais, qui évoluait au poste de défenseur à Manchester United et en équipe d'Angleterre.
Parker n'a marqué aucun but lors de ses dix-neuf sélections avec l'équipe d'Angleterre entre 1989 et 1994. Il participe à la Coupe du monde 1990.

## Carrière
- 1982-1987 : Fulham  Angleterre
- 1987-1991 : Queens Park Rangers  Angleterre
- 1991-1996 : Manchester United  Angleterre
- 1996 : Derby County  Angleterre
- 1996 : Sheffield United  Angleterre
- 1997 : Fulham  Angleterre
- 1997 : Chelsea  Angleterre
- 1997 : Farnborough Town  Angleterre[1]

## Palmarès

### En équipe nationale
- 19 sélections et 0 but avec l'équipe d'Angleterre entre 1989 et 1994.
- Quatrième de la Coupe du monde de football de 1990.

### Avec Manchester United
- Vainqueur du Championnat d'Angleterre de football en 1993 et 1994.
- Vainqueur de la Coupe d'Angleterre de football en 1993.
- Vainqueur de la Coupe de la ligue en 1992.